# NGC 1101
NGC 1101 este o galaxie lenticulară situată în constelația Balena. A fost descoperită în 22 noiembrie 1876 de către Édouard Stephan⁠(d). Se află la o distanță de 94,96 de megaparseci de Pământ.